# La Bonne du curé
La Bonne du curé est une chanson d'Annie Cordy sortie en 1974 en 45 tours sous le label CBS. Les paroles sont de Charles Level et la musique de Tony Montoya et Tony Roval.

## Histoire
Ce titre est le plus grand succès et la plus grosse vente de disques d'Annie Cordy 
(plus d'un million de disques vendus).
La Bonne du curé sera proposée sur un nombre important de compilations de la chanteuse et ressortira même en 1999 en CD single (en version originale et version techno).
Au total, le titre a été vendu à 1 million d'exemplaires.
Titre incontournable de la chanteuse, La Bonne du curé est chanté jusqu'aux derniers concerts d'Annie Cordy.
Pour l'anecdote, Annie Cordy fait référence à son grand ami Claude François dans sa chanson en chantant les paroles (« Car les cantiques, ça ne vaut pas Claude Françoué ! »).

## Classement hebdomadaire
| Classement (1975)                       | Meilleure position |
| --------------------------------------- | ------------------ |
| France (IFOP)                           | 1                  |
| Belgique (Wallonie Ultratop 50 Singles) | 3                  |

## Reprises
- En 1975, Sacha Distel a fait une reprise humoristique de cette chanson en duo avec Annie Cordy qui l'interrompait au début du 2e couplet de la chanson.
- En 2007, Yannick Noah a fait une reprise de La Bonne du curé pendant un de ses concerts au Forest National de Bruxelles.
- En 2007, pendant la série de concerts de La Caravane des Enfoirés, le top-model Karen Mulder a repris cette chanson.